# 382 (số)
382 (ba trăm tám mươi hai) là một số tự nhiên ngay sau 381 và ngay trước 383.